# Michael Güttler

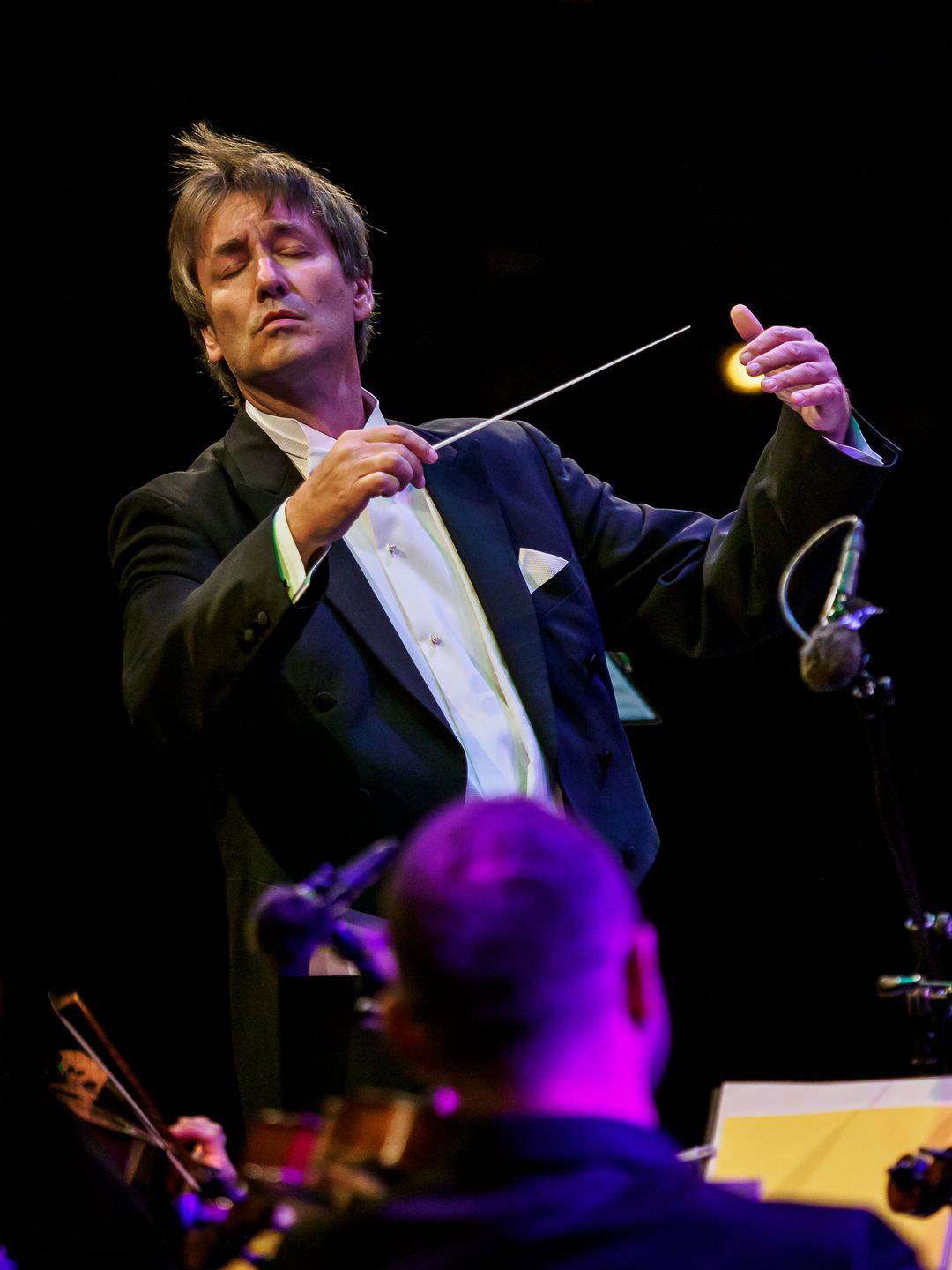
Concerto 31 agosto a Tulln, Austria

Michael Güttler (Steinheidel, 1966) è un direttore d'orchestra tedesco.

## Biografia
Güttler ha conseguito una laurea in direzione d'orchestra presso l'Hochschule für Musik Carl Maria von Weber di Dresda ed è stato poi accettato nel programma di finanziamento del Dirigentenforum del Consiglio Musicale Tedesco. Ha vinto i primi premi al concorso della Comunità Europea "Franco Capuana" di Spoleto (1996), "Bottega" di Treviso (1994), l'Internationalen Dirigentenforum di Hamm nel 1993 e "Conduct for Dance" a Londra (1993).
Dal 1998 al 2002 è stato direttore principale dello Stadttheater Klagenfurt. Dopo essere subentrato a Valery Gergiev, ammalato, nella direzione de L'anello del Nibelungo e Parsifal di Wagner al Teatro Mariinskij di San Pietroburgo, dal 2003 è direttore ospite fisso. In questo teatro ha diretto anche: Tristano e Isotta, Lohengrin, Falstaff, Don Carlo, Aida, La traviata, Le nozze di Figaro, Ariadne auf Naxos e Lucia di Lammermoor.
Come direttore ospite è apparso all'Opera di Stato di Vienna, all'Opéra National de Paris, all'Opera Nazionale di Washington ed al Teatro Real de Madrid. Ebbe un grande successo nel maggio 2007 quando si esibì all'Opéra Bastille con il Lohengrin, con Waltraud Meier e Ben Heppner, tra gli altri.
Ha debuttato con le seguenti orchestre e teatri, tra gli altri: Orchestra filarmonica d'Israele (aprile 2008), Orchestre de Paris (maggio/giugno 2008), Orchestra Sinfonica Nazionale della RAI di Torino (giugno 2008), Radio Madrid (maggio 2008), Orchestra Filarmonica di Mosca (marzo 2008), Russian National Philharmonic (novembre 2008), Orchestra Sinfonica della Radio Svedese (ottobre 2008), Opera Nazionale di Washington (maggio 2009), Deutsche Oper am Rhein a Düsseldorf (ottobre 2009), Opera di Amburgo (novembre 2009), Opera di Colonia (febbraio 2010), Théâtre des Champs-Élysées (febbraio 2010), Teatro Real Madrid (marzo 2010), Teatro Nacional de São Carlos Lisbona (aprile 2010), Nuovo teatro nazionale di Tokyo (ottobre 2010), Wiener Staatsoper (novembre 2010) .
Nella stagione 2009/2010 Güttler ha diretto l'opera di Verdi Un ballo in maschera alla Deutsche Oper am Rhein. Nella stagione 2010/2011 ha diretto diverse rappresentazioni delle opere Rigoletto, Eugenio Onegin e Il barbiere di Siviglia all'Opera di Stato di Vienna.
Güttler è direttore principale dell'Opera Nazionale Finlandese dall'agosto 2013.
Collabora regolarmente con i cantanti Anna Netrebko (dalla stagione 2003/2004) e Jonas Kaufmann. Suo padre è il trombettista Ludwig Güttler.